# Ángel Laferrara
Ángel Laferrara (27 marzo 1917 – 1990) è stato un calciatore argentino, di ruolo attaccante.

## Carriera

### Club
Giocò nel campionato argentino e in quello uruguaiano.

### Nazionale
Con la maglia della Nazionale ha collezionato 6 presenze.